# 今津交流館
今津交流館（いまづこうりゅうかん）は、福山市のコミュニティーセンターである。

## 解説
広島県福山市今津町6丁目2−38に位置する。
今津公民館とは違い、3階建てである。